# مسيحية سريانية
المسيحية السريانية ((بالسريانية: ܡܫܝܚܝܘܬܐ ܣܘܪܝܝܬܐ))، فرع من المسيحية الشرقية تستخدم السريانية الكلاسيكية في كتاباتها اللاهوتية وطقوسها التقليدية، وتُعد السريانية الكلاسيكية من أشكال اللغة الآرامية القديمة. يمكن أن يشير مصطلح المسيحية السريانية أيضًا إلى المسيحية الآرامية عمومًا، ليشمل المذاهب المسيحية القائمة على استخدام الآرامية وتنوعاتها التاريخية والحديثة في الطقوس الدينية.
كانت السريانية الكلاسيكية واليونانية واللاتينية أهم لغات ثلاث في المسيحية المبكرة. أصبحت السريانية حاضنة لتطوير شكل سرياني مميز من المسيحية ازدهر في أنحاء الشرق الأدنى وأجزاء أخرى من آسيا في العصور القديمة المتأخرة والعصور الوسطى المبكرة، ما أدى إلى ظهور طوائف مختلفة، تمثلها في العصر الحديث كثير من الكنائس التي حافظت على التراث الديني والثقافي للمسيحية السريانية.
تتألف المسيحية السريانية من تقليدَين ليتورجيين: الطقس السرياني الشرقي والطقس السرياني الغربي. تكون الأنافورا الرئيسية في الطقس السرياني الشرقي (الذي يُسمى أيضًا الطقس الآشوري أو الساساني أو البابلي أو الفارسي) القربان المقدس للقديسَين أدي وماري، وهو طقس كنيسة المشرق الآشورية (التي تتضمن الكنيسة الكلدانية الكاثوليكية والكنيسة الكلدانية السريانية)، وكنيسة المشرق القديمة، وكنيسة السريان الملبار الكاثوليك. يتخذ طقس السريان الغربي (يسمى أيضًا طقس السريان الأنطاكي) قداس القديس يعقوب أنافورا له، وهو طقس الكنيسة السريانية الأرثوذكسية (التي تشمل الكنيسة المسيحية السريانية اليعقوبية)، والكنيسة المارونية، والكنيسة السريانية الكاثوليكية، وكنيسة السريان الملنكار الأرثوذكس الهندية، وكنيسة السريان الملنكار الكاثوليك، وكنيسة الملبار السريانية المستقلة. تُستخدم الأشكال البروتستانتية من هذا الطقس من قبل كنيسة ملنكار مار توما السريانية وكنيسة القديس توما الإنجيلية في الهند.
في الهند، يُسمى المسيحيون الشرقيون الأصليون (مسيحيو القديس توما) من التقليدين الليتورجيين (السريانية الشرقية والغربية) مسيحيون سريان. تمثل المجتمع السرياني الشرقي التقليدي كنيسة السريان الملبار الكاثوليك والكنيسة السريانية الكلدانية في الهند. وصل التقليد الليتورجي السرياني الغربي بعد 1665، ويمثل المجتمع المرتبط به من قبل الكنيسة المسيحية السريانية اليعقوبية (جزء من كنيسة السريان الأرثوذكس)، وكنيسة السريان الملنكار الأرثوذكسية (كلاهما ينتمي إلى الأرثوذكسية الشرقية)، وكنيسة الملنكار الكاثوليكية (كنيسة كاثوليكية شرقية في الكنيسة الكاثوليكية)، وكنيسة مار توما السريانية (جزء من الطائفة الأنجليكية)، وكنيسة السريان الملنكار المستقلة (كنيسة أرثوذكسية شرقية مستقلة لا تتبع الطائفة الأرثوذكسية الشرقية).
اللغة السريانية فرع من اللغة الآرامية، ظهرت في الرها في بلاد الرافدين العليا (آشور) في القرون الميلادية الأولى. ترتبط السريانية بآرامية يسوع، وهي لهجة جليلية. زادت هذه العلاقة من مكانة السريانية لدى المسيحيين. ساد شكل اللغة المستخدم في الرها في الكتابات المسيحية وعُدّ الشكل القياسي، وكان «وسيلة ملائمة لنشر المسيحية أينما وُجدت ركيزة من الآرامية المحكية». المنطقة التي استخدمت فيها السريانية أو الآرامية منطقة اتصال وصراع بين الإمبراطورية الرومانية والإمبراطورية الساسانية، امتدت من حول أنطاكية في الغرب إلى طيسفون عاصمة الساسانيين في الشرق وتضمنت كل -أو أجزاء من- سوريا الحالية ولبنان وفلسطين/إسرائيل والعراق وأجزاء من تركيا وإيران، وكان المتحدثون بها من الساميين الآشوريين والآراميين والفينيقيين واليهود.

## التاريخ
بدأت المسيحية في الشرق الأدنى في القدس، بين اليهود متحدثي الآرامية. انتشرت سريعًا في الشعوب السامية المتحدثة بالآرامية، ومنهم الوثنيون الآراميون في الساحل الشرقي للبحر المتوسط، وفي الأراضي الداخلية في الإمبراطورية الرومانية، ووصلت إلى الإمبراطورية الفرثية، والإمبراطورية الساسانية لاحقًا، وبلاد الرافدين التي حكمتها الإمبراطوريات المذكورة في فترات مختلفة وبدرجات متفاوتة.
تشكل آثار كنيسة دورا يوروبوس، من النصف الأول في القرن الثالث، دليلًا واضحًا على وجود مجتمعات مسيحية منظمة في مناطق اللغة الآرامية البعيدة عن القدس وساحل البحر المتوسط، ووجود تقاليد تبشيرية في المنطقة منذ زمن تلاميذ المسيح.
مع ذلك، «فإن كل جانب تقريبًا من جوانب المسيحية السريانية قبل القرن الرابع يظل غامضًا، ومنذ القرن الرابع فقط يمكن أن يشعر المُطلع أنه أكثر ثقة». يتميز القرن الرابع بوجود كثير من كتابات القديس أفرام السرياني باللغة السريانية ومقالات أفراهاط الذي كان أكبر سنًا وكتاب الخطوات ذي الطبيعة الزهدية وكاتبه مجهول الهوية. عاش أفرام في الإمبراطورية الرومانية، قريبًا من الحدود مع الإمبراطورية الساسانية، التي ينتمي إليها الكاتبان الآخران. يزعم مصدر آخر بوجود كثير من الأدلة من القرن الرابع وما قبله تخبرنا بالممارسات الليتورجية.
من بين الكتابات المبكرة الأخرى للمسيحية السريانية: الدياتسارون (الإنجيل الرباعي) لططيانوس، والإنجيل الكوريتوني، والترجمة السريانية السينائية، والترجمة البسيطة أو بشيطتا، وعقيدة أدي.
من الأساقفة الذين شاركوا في مجمع نيقية الأول (325)، وهو المجمع المسكوني الأول، عشرون أسقفًا من سوريا وواحدٌ من بلاد فارس، خارج الإمبراطورية الرومانية. أدى انعقاد مجمعين في القرن التالي إلى تقسيم المسيحية السريانية إلى شِقين متعارضين.

### التباين اللاهوتي بين الشرق والغرب
تنقسم السريانية بسبب اختلافات لاهوتية كثيرة متعلقة بطبيعة يسوع والكائنات الروحية.
في عام 431، أدان مجمع أفسس، الذي يُعَد المجمع المسكوني الثالث، نسطور والنسطورية. تجاهلت كنيسة المشرق السريانية الشرقية هذه الإدانة. تأسست كنيسة المشرق السريانية سابقًا في الإمبراطورية الساسانية لتكون كنيسة منفصلة في مجمع سلوقية طيسفون في 410، وأعلنت في مجمع داديشو في عام 424 استقلال رأسها، الجاثليق، عن سلطات الكنيسة «الغربية» (الإمبراطورية الرومانية). في شكلها الحديث المتمثل بكنيسة المشرق الآشورية وكنيسة المشرق القديمة، تُعظّم الكنيسة نسطور بصفته معلمًا وقديسًا.
في عام 451، أدان مجمع خلقيدونية، وهو المجمع المسكوني الرابع، مذهب المونوفيزية، ورفض أيضًا مذهب النسطورية. رفضت الكنائس الأرثوذكسية الشرقية (ومن بينها الكنيسة السريانية الأرثوذكسية) التي تستخدم الطقس السرياني الغربي إدانات هذا المجمع. انقسمت بطريركية أنطاكية بين مجتمعين، المؤيدين للمذهب الخلقيدوني واللاخلقيدونيين. وكثيرًا ما وُصف الخلقيدونيون بأنهم «ملكانيون» (إمبراطوريون)، بينما وُصف معارضوهم بأنهم مونوفيزيين (أولئك الذين يؤمنون بالطبيعة الواحدة للمسيح) واليعاقبة (نسبة إلى يعقوب البرادعي).
في 553، حرم مجمع القسطنطينية، وهو المجمع المسكوني الخامس، ثيودور المصيصي، وأدان أيضًا الكثير من كتابات ثيودوريطوس وإيباس الرهاوي. ولأن هؤلاء اللاهوتيين الثلاثة كانوا يحظون بتقدير كبير بين المسيحيين السريان الشرقيين، نشأت مزيد من الخلافات، وبلغت ذروتها في 612، عندما انعقد مجمع كنيسة المشرق في سلوقية طيسفون، برئاسة باباي الكبير (ت. 628). تبنى المجمع رسميًا صيغًا مسيحية محددة، واستخدم المصطلح السرياني الأقنو ليشير إلى الخصائص المزدوجة (الإلهية والبشرية) في شخص المسيح.
تجلى التباعد اللاهوتي بين السريانية الشرقية والسريانية الغربية في تنافس طويل الأمد، احتدّ على نحو خاص بين كنيسة المشرق والمفريانية الشرقية (الكنيسة السريانية الأرثوذكسية)، إذ ادعى كل طرف أن عقائده ليست هرطقية واتهم الطرف الآخر بتعليم الهرطقة. استمر التباعد اللاهوتي بينهما طوال العصور الوسطى والعصر الحديث المبكر وحتى العصر الحالي. في عام 1999، منعت الكنيسة القبطية الأرثوذكسية، وهي كنيسة شقيقة للكنيسة السريانية الأرثوذكسية، قبول كنيسة المشرق الآشورية في مجلس كنائس الشرق الأوسط، الذي يضم بين أعضائه الكنيسة الكلدانية الكاثوليكية، وطالبتها بإزالة ذكر ديودورس الطرسوسي وثيودور المصيصي ونسطور من طقوسها، وهم مبجلون لديها باعتبارهم «الأطباء اليونانيين».

## الكنائس ذات التقليد السرياني
- الكنيسة الأنطاكيّة السريانيّة المارونية ومركزها في بكركي  لبنان.
- الكنيسة السريانية الأرثوذكسية ومركزها في دمشق  سوريا.
- الكنيسة السريانية الكاثوليكية ومركزها في بيروت  لبنان.
- الكنيسة الكلدانية الكاثوليكية ومركزها في بغداد  العراق .
- كنيسة المشرق القديمة ومركزها في بغداد  العراق.
- الكنيسة المشرقية الآشورية ومركزها في شيكاغو  الولايات المتحدة.
- كنيسة مالانكارا اليعقوبية السريانية الأرثوذكسية في مالانكارا،  الهند.
- كنيسة مالانكارا مار توما السريانية في مالانكارا،  الهند.
- الكنيسة الشرقية الكاثوليكية في كيرالا ،  الهند.
- كنيسة السريان الملبار الكاثوليك في كيرالا،  الهند.
- كنيسة السريان المالانكار الكاثوليكية في كيرالا،  الهند.